# صموئيل روذرفورد
صموئيل روذرفورد (بالإنجليزية: Samuel Rutherford) هو قاضي ومحامي وسياسي أمريكي، ولد في 15 مارس 1870 في كلودن في الولايات المتحدة، وتوفي في 4 فبراير 1932 في واشنطن العاصمة في الولايات المتحدة بسبب نوبة قلبية. حزبياً، نشط في الحزب الديمقراطي. وقد انتخب عضو مجلس نواب جورجيا وانتخب عضو مجلس النواب الأمريكي.